# 1870-е годы
1870-е (ты́сяча восемьсо́т семидеся́тые) го́ды по григорианскому календарю — промежуток времени с 1 января 1870 года по 31 декабря 1879 года, включающий 1870 год 7-го десятилетия   и с 1871 по 1879 годы    8-го десятилетия XIX века 2-го тысячелетия.  Они закончились 146 лет назад.
Десятилетие считается началом «Прекрасной эпохи» — периода относительного мира и быстрого развития прогресса в Европе и Северной Америке. По окончании в этом десятилетии Франко-прусской войны и Карлистской войны в Испании, в Западной Европе почти полвека не происходило крупных вооружённых конфликтов. В США также продолжается Позолоченный век. Тем не менее, колониальные державы — Британия, США, Франция, Испания — активно ведут войны в других частях света. На карте Европы появляется новая империя — Германия. Промышленная революция приводит к индустриализации. В 1870-е изобретены телефон, звукозапись, электрическая лампа. В музыке созданы великие произведения Чайковского, Грига, Вагнера и других классиков.

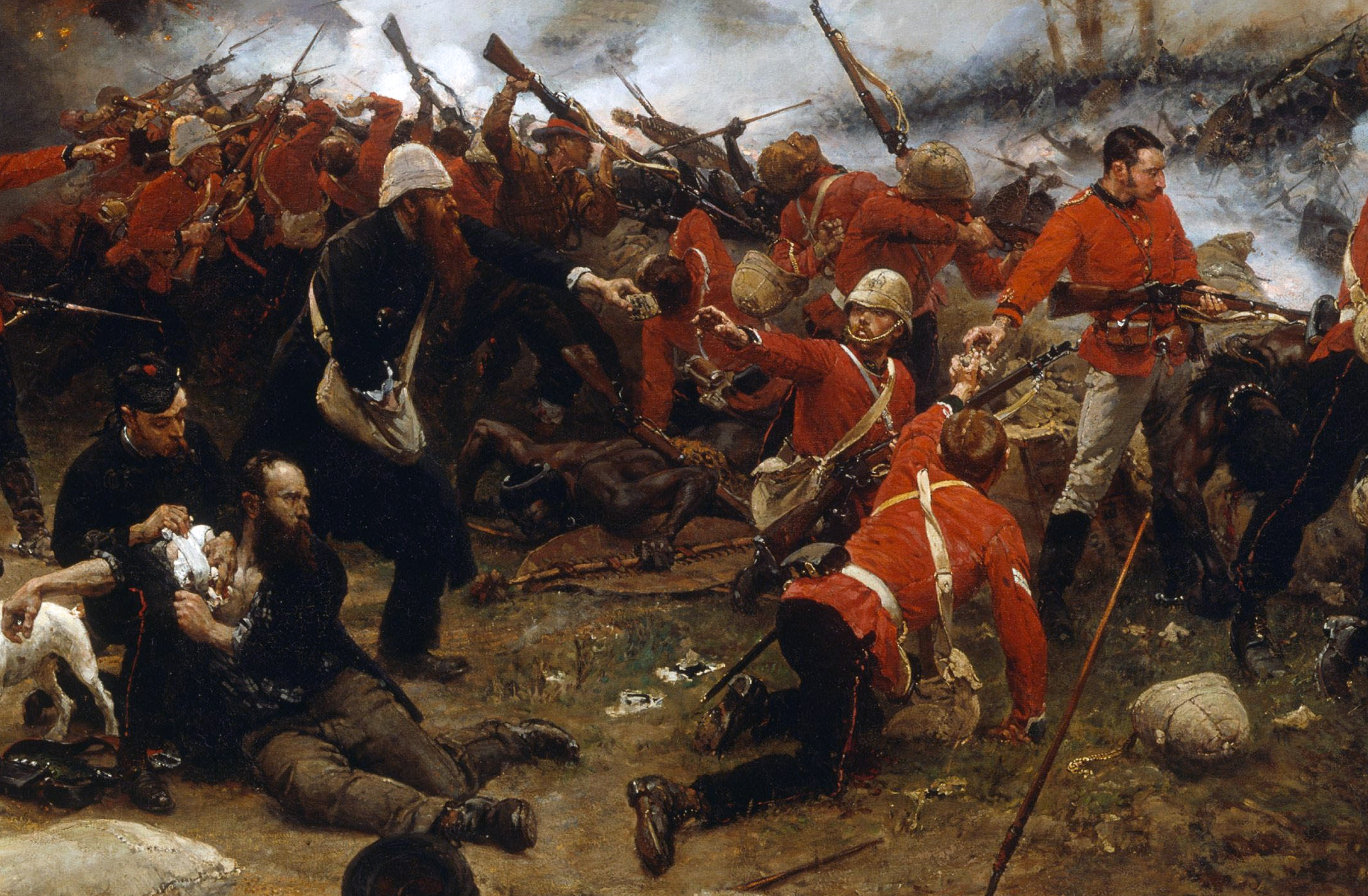
Англо-зулусская война (1879). Сражение у Роркс-Дрифт

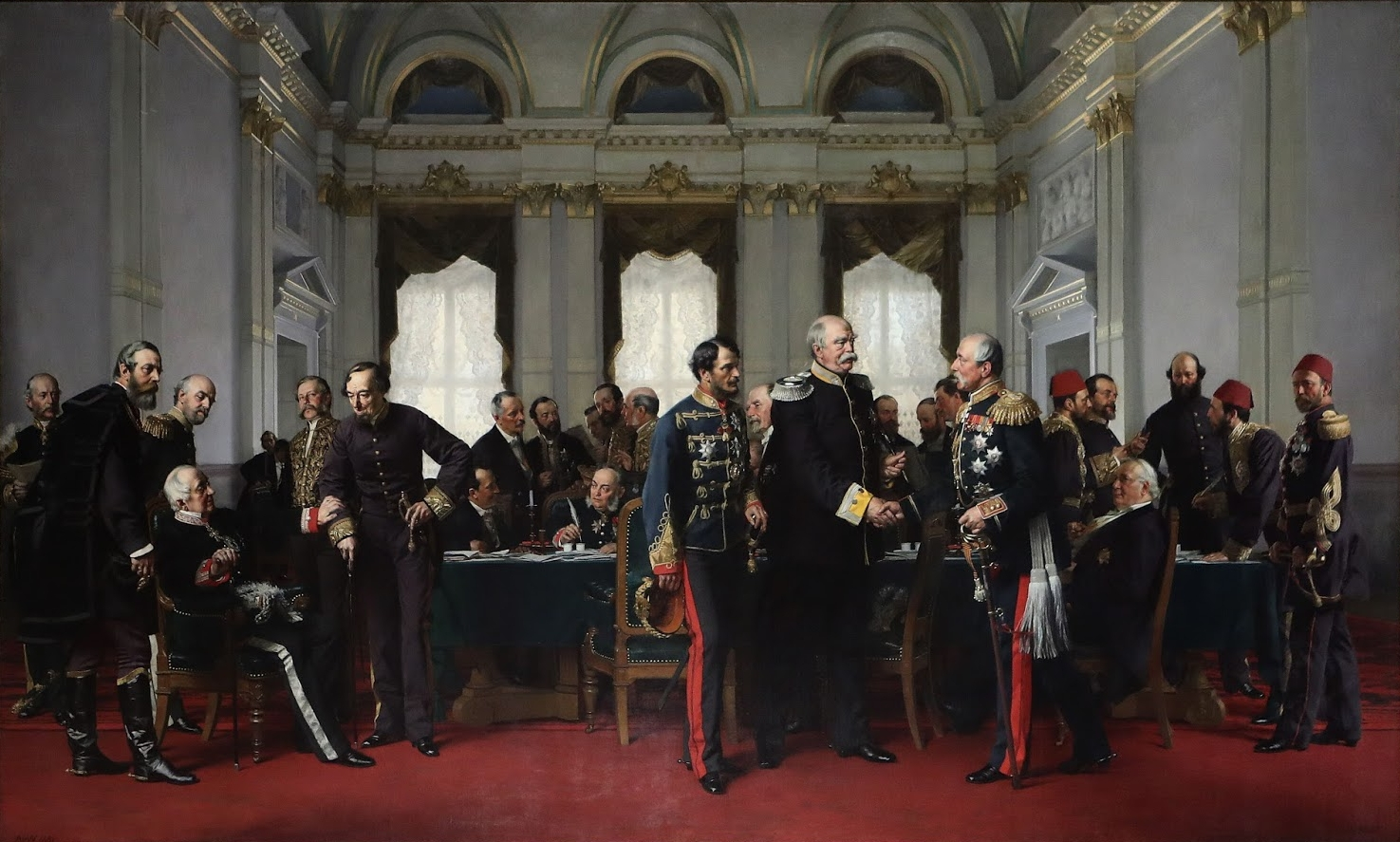
Берлинский конгресс (1878)

## События
- Франко-прусская война (1870—1871) привела к преобразованию Северогерманского союза в Германскую Империю[1]. К ней были присоединены Эльзас и Лотарингия, а также получена контрибуция пять миллиардов франков. Вторая французская империя преобразована в Третью французскую республику. Папская область присоединена к Италии (1870; «Римский вопрос»).
- Вторая промышленная революция в Западной Европе, США, Японии. Долгая депрессия в Западной Европе (1873—1896; биржевой крах) и Северной Америке (1873—1879). «Позолоченный век» в США (1876—1914). Первая национальная забастовка (1877; англ. Great Railroad Strike). Standard Oil (1870; Рокфеллер). Война за Чёрные Холмы (1876—1877; Сидящий Бык).
- Голод в Персии (1870—1872).
- «Завоевание пустыни» (1871—1884).
- Корейская экспедиция США (1871). Кампания Цзо Цзунтана в Синьцзяне (1875—1878).
- Создан «Союз трёх императоров» (1873) между Россией, Германией и Австро-Венгрией. В Германии борьба против католической Партии Центра (1871—1878). Исключительный закон против социалистов (1878).
- Ачехская война на Суматре (1873—1904).
- Закончилась серия гражданских войн в Испании (1833—1874; Карлисты; Первая Испанская республика), начался период конституционной монархии.
- Япония получила Курильские острова, передав России Сахалин (1875; Петербургский договор), принудила Корею к заключению Канвахского мирного договора (1876). Упразднено сословие самураев (1873; Сацумское восстание — 1877). Основаны дзайбацу Mitsubishi (1870), Mitsui & Co. (1876).
- Голод в Индии вступает в пиковую фазу (1875—1900), количество жертв оценивается в 26 млн. Голод в Китае (1876—1879) унёс около 13 млн жизней. Расформирована Британская Ост-Индская компания (1600—1874; управление Индией осуществляет английское правительство 1858—1947). Великобритания приобрела большой пакет акций Суэцкого канала у Египта (1875, «сделка века»).
- В Мексике период Порфириата (1876—1911).
- Русско-турецкая война (1877—1878) началась после жестокого подавления Османской империей «Апрельского восстания» в Болгарии (1876). Берлинский трактат (1878). Товарищество нефтяного производства братьев Нобель основано (1879).
- Завершена Десятилетняя война (1868—1878) Кубы за независимость от Испании. Малая война (1879—1880).
- Политический кризис в Бельгии по вопросу религии в образовании (1879—1884; First School War).
- Англо-зулусская война (1879). Вторая тихоокеанская война Чили (при поддержке Англии) против Перу и Боливии за месторождения селитры (1879—1883).

## Культура
- Кубок Англии по футболу (1871).

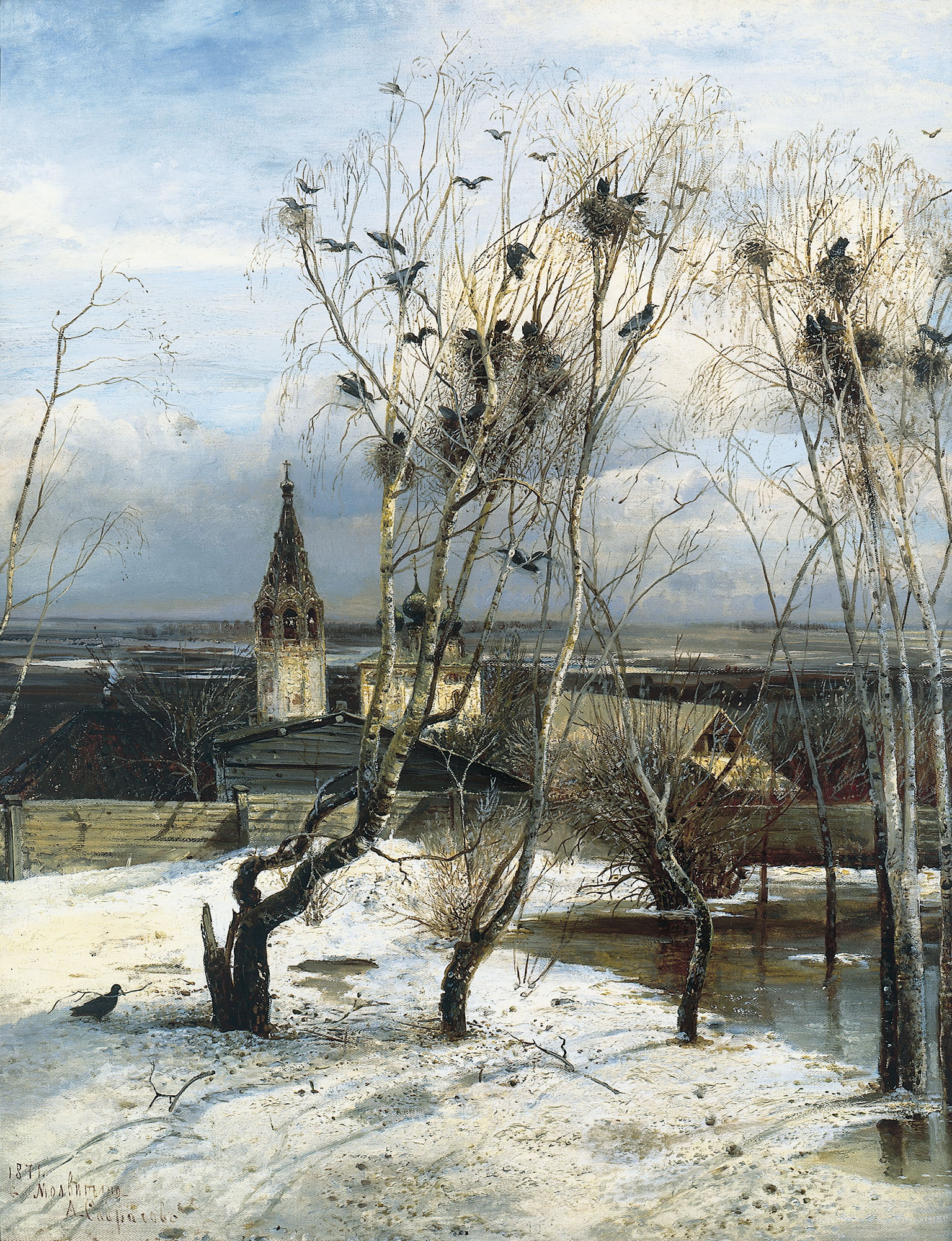
«Грачи прилетели» (1871; Саврасов)

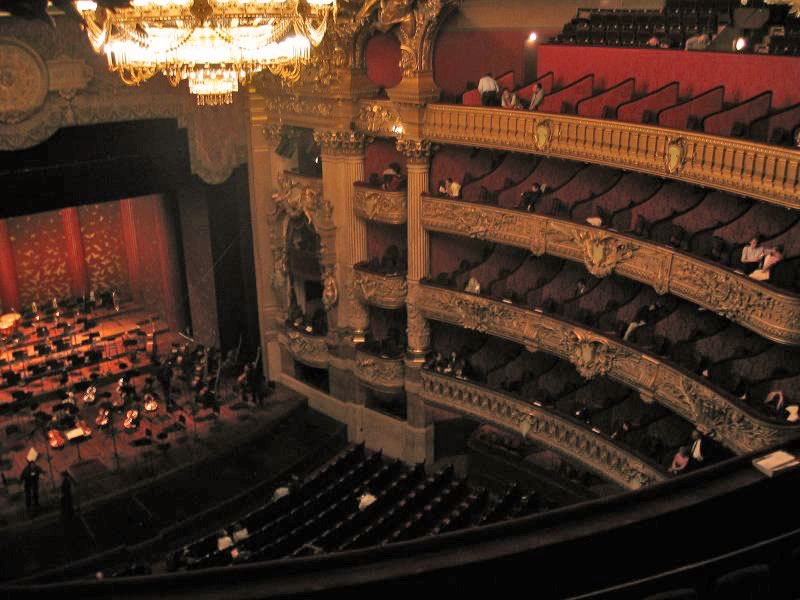
Гранд Опера

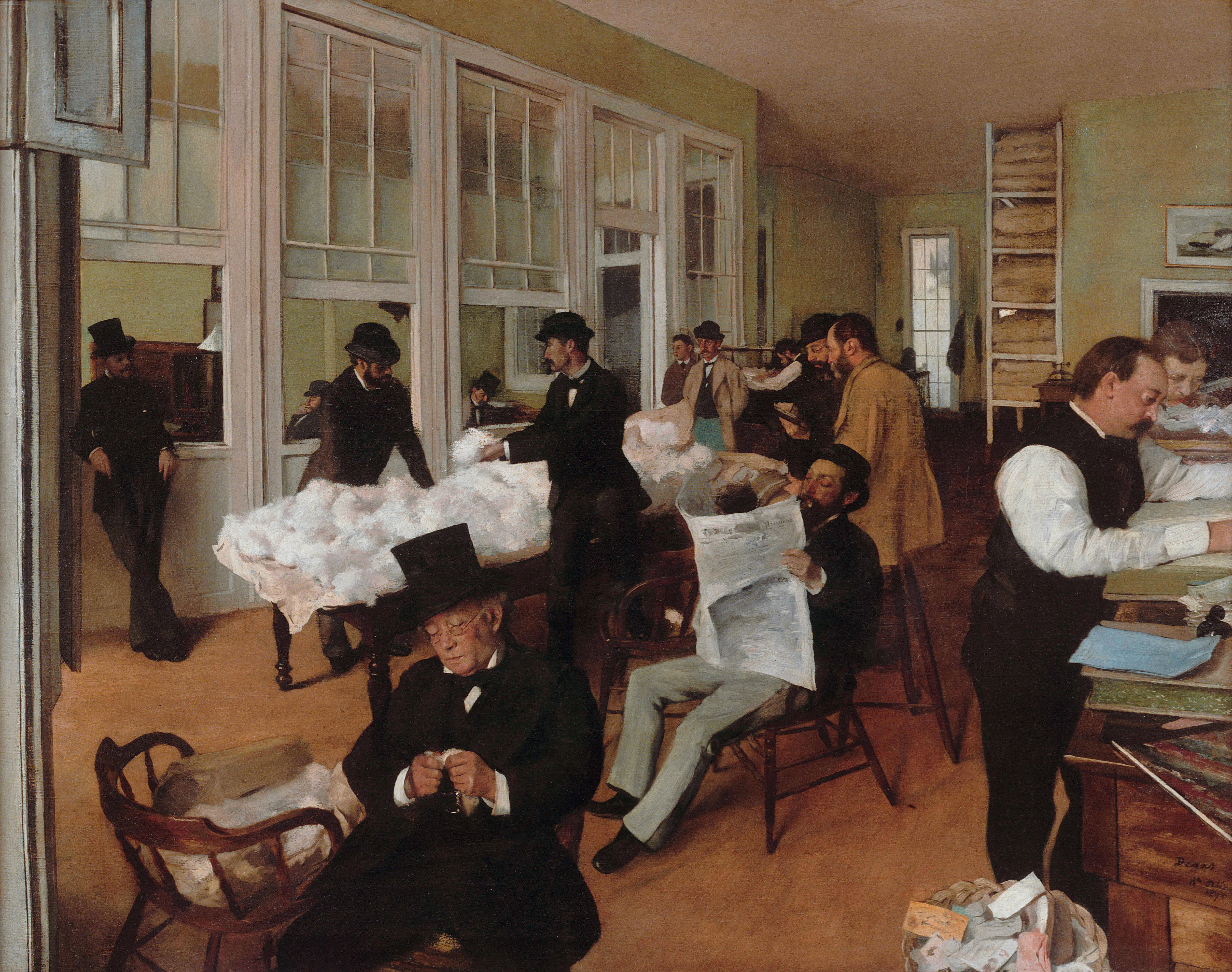
Контора по торговле хлопком в Новом Орлеане (1873; Дега)

- Первый национальный парк основан в Йеллоустоне (1872; США).
- «Исследователи Библии» (1872).
- Всемирный почтовый союз (1874).
- Уимблдонский турнир (1877).

### Живопись
- Первая значительная выставка импрессионистов (1874).
- Саврасов, Алексей Кондратьевич (1830—1897) (Российская империя)
- Савицкий, Константин Аполлонович (1844—1905) (Российская империя)
- Дега, Эдгар (1834—1917) (Франция).
- Верещагин, Василий Васильевич (1842—1904) (Российская империя). «Апофеоз войны» (1871).
- Моне, Клод (1840—1926) (Франция). «Впечатление. Восходящее солнце» (1872).
- Ренуар, Пьер Огюст (1841—1919) (Франция). «Бал в Мулен де ла Галетт» (1876).
- Репин, Илья Ефимович (1844—1930) (Российская империя). «Бурлаки на Волге» (1873).

### Музыка
- Гранд Опера (1875).
- Джузеппе Верди (1813—1901) (Италия). «Аида» (1871).
- Бизе, Жорж (1838—1875) (Франция). «Кармен» (1874).
- Вагнер, Рихард (1813—1883) (Германская империя). «Кольцо Нибелунга» (1874).
- Мусоргский, Модест Петрович (1839—1881) (Российская империя). «Борис Годунов» (1874).
- Штраус, Иоганн (1825—1899) (Австрийская империя). «Летучая мышь» (1874).
- Рубинштейн, Антон Григорьевич (1829—1894) (Российская империя). «Демон» (1875).
- Григ, Эдвард (1843—1907) (Норвегия). «Пер Гюнт» (1876).
- Чайковский, Пётр Ильич (1840—1893) (Российская империя). «Лебединое озеро» (1877).
- Сметана, Бедржих (1824—1884) (Чехия). «Моя родина» (1879).

### Наука и техника
- Уравнения Максвелла («Трактат об электричестве и магнетизме» — 1873).
- Метрическая конвенция (1875).
- Телефон (патент и демонстрация — 1876 Александр Белл; с угольным микрофоном — 1878)
- Теория множеств («On a Characteristic Property of All Real Algebraic Numbers» — 1874; Кантор)
- Трактор (гусеничный — 1876, Фёдор Абрамович Блинов)
- Фонограф (1877; Томас Эдисон)
- Лампа «Свеча Яблочкова» (1876; Яблочков). Лампа накаливания Лодыгина (1872)
- Торпеда (первое применение — 1877, под командованием Макарова)
- Танкер («Зороастр» — 1878).

## Родившиеся
- Владимир Ленин — крупный теоретик марксизма, советский политический и государственный деятель, создатель РСДРП (б), главный организатор и руководитель Октябрьской революции 1917 года в России (ум. 1924).
- Иосиф Сталин — российский революционер, советский политический, государственный, военный и партийный деятель, маршал Советского Союза (ум. 1953).
- Бертран Рассел — британский философ, математик (ум. 1970).
- Альберт Эйнштейн — физик-теоретик, один из основателей современной теоретической физики, лауреат Нобелевской премии по физике 1921 года (ум. 1955).
- Пауль Томас Манн — немецкий писатель, эссеист, мастер эпического романа, лауреат Нобелевской премии по литературе (ум. 1955).
- Эрнст Резерфорд — британский физик (ум. 1937).
- Джон Д. Рокфеллер — американский предприниматель, филантроп, первый официальный долларовый миллиардер в истории человечества (ум. 1937).
- Маккензи Кинг — премьер-министр Канады в 1921—30 и 1935—48 годах (ум. 1950).
- Фредерик Содди — английский радиохимик, лауреат Нобелевской премии по химии 1921 года (ум. 1956).
- Отто Ган — немецкий химик, учёный-новатор в области радиохимии, открывший ядерную изомерию (Уран Z) и расщепление урана. Лауреат Нобелевской премии по химии 1944 года (ум. 1968).
- Иван Алексеевич Бунин — русский писатель, поэт и переводчик, лауреат Нобелевской премии по литературе 1933 года (ум. 1953).
- Марсель Пруст — французский писатель, новеллист и поэт, романист, представитель модернизма в литературе (ум. 1922).
- Александр Скрябин — русский композитор и пианист, педагог, представитель символизма в музыке (ум. 1915).